# CASC CH-901
Le CASC CH-901 est une munition rôdeuse développée par la China Aerospace Science and Technology Corporation (CASC) en 2016. Le drone peut être déployé de plusieurs manières ; il peut être transporté par des soldats sur le terrain, et lancé depuis un mortier portable, ou depuis des véhicules, ainsi que d'avions et drones. En 2020, la Chine a dévoilé un camion équipé de 48 tubes de lancement pour les munitions rôdeuses CH-901.
Le CH-901 peut également être lancé à partir du nouveau drone furtif FH-97 (qui est un clone du drone américain Kratos XQ-58A Valkyrie) dévoilé à Exposition internationale de l'aviation et de l'aérospatiale de Chine 2021. Le CH-901 a ainsi un rôle de "loyal wingman" c'est-à-dire un drone qui est censé accompagner des avions ou des drones de combat pour leur apporter de nouvelles capacités.

## Opérationnel
Le CH-901 peut être préparé et lancé depuis son tube en 3 minutes. Le drone s'envole ensuite vers sa zone cible à 180 km/h, où il peut voler jusqu'à 60 minutes, à 100 km/h et à une altitude de 100 m à 150 m. Une fois qu'une cible est localisée à l'aide du guidage électro-optique du drone, elle plonge sur sa cible à 288 km/h et fait exploser son ogive. Le CH-901 peut transporter une ogive de 3,5 kg qui est soit hautement explosive, à fragmentation, à charge creuse, une caméra pour la reconnaissance peut être installée à la place des explosifs. Les drones peuvent également être lancés par vagues pour essaimer et submerger les ennemis.